# 路易吉·阿里恩蒂
路易吉·阿里恩蒂（義大利語：Luigi Arienti，1937年1月6日—2024年2月7日），意大利男子自行车运动员。他曾代表意大利参加1960年夏季奥林匹克运动会自行车比赛，获得男子团体追逐赛金牌。